# 疾病模型与机制
《疾病模型与机制》 （英語：Disease Models & Mechanisms）是一份经过同行評審的开源学术杂志。它是一份生物医学的杂志，重点放在使用模型生物来研究人类疾病的机制，诊断，以及治疗。该杂志刊登原创性的研究和综述，旨在促进基础研究者，应用研究者和临床医生之间的交流。

## 出版商
疾病模型与机制由英国『生物学家公司』出版。该非牟利出版商同时还出版『发展』，『细胞科学杂志』和『实验生物学杂志』。

## 奖学金
疾病模型与机制提供旅游奖学金和研究资金给它的作者和研究者社区。除此之外，生物学家公司也给许多其它大大小小的科学社会提供赞助。